# Aníbal Scarella
Aníbal Juan Esteban Scarella Calandroni (Quillota, 20 de febrero de 1925 - Viña del Mar, 12 de mayo de 1996) fue un médico gíneco-obstetra y político chileno.

## Biografía
Nació en Quillota, hijo de Aníbal Scarella Guglielmi y Rosa Calandroni Valle. 
Realizó sus estudios secundarios en el Colegio de los Padres Franceses de Valparaíso. Estudió medicina en la Universidad Católica y en la Universidad de Chile, recibiéndose de médico cirujano en esta última en 1949. 
Fue becado para realizar estudios de posgrado en Ginecología y Obstetricia en la Universidad de Northwestern en Estados Unidos y en la Universidad de Roma en Italia. También recibió becas para estudiar ambas especialidades en París y en Madrid.
Ejerció la medicina en el Hospital Gustavo Fricke de Viña del Mar –del cual fue director– y los hospitales porteños Enrique Deformes y Carlos van Buren. En este último y en el centro hospitalario viñamarino, fue jefe de los servicios de obstetricia y ginecología.  Actualmente, la maternidad del Hospital Gustavo Fricke lleva por nombre el del Profesor Dr. Aníbal Scarella Calandroni, en memoria de su legado como servidor público de la ciudad.
Ocupó diversos cargos a nivel gremial: director de la Sociedad Médica de Valparaíso, consejero regional del Colegio Médico de Chile y socio fundador de la Sociedad de Obstetricia y Ginecología de Valparaíso y Aconcagua. Fue además miembro de la Academia Chilena de Medicina, del American College of Surgeons de los Estados Unidos, de la Sociedad de Ginecología de España y de la Sociedad de Ginecología y Obstetricia de Buenos Aires, Argentina. También, fue delegado oficial al Congreso Mundial de Ginecología celebrado en Lausana, Suiza.
En el plano docente, fue profesor de las facultades de Medicina de las Universidades de Chile y de Valparaíso en distintas cátedras. De esta última llegó a ser decano. 
Casado con Carmen Luz Gutiérrez Briceño, tuvo 3 hijos: Aníbal Hernán, Juan Pablo y Constanzo José.
Actualmente, dos de sus nietos se desempeñan como médicos en la ciudad de Viña del Mar: Aníbal Felipe, gíneco-obstetra y Juan Pablo, gíneco-obstetra.

## Carrera política

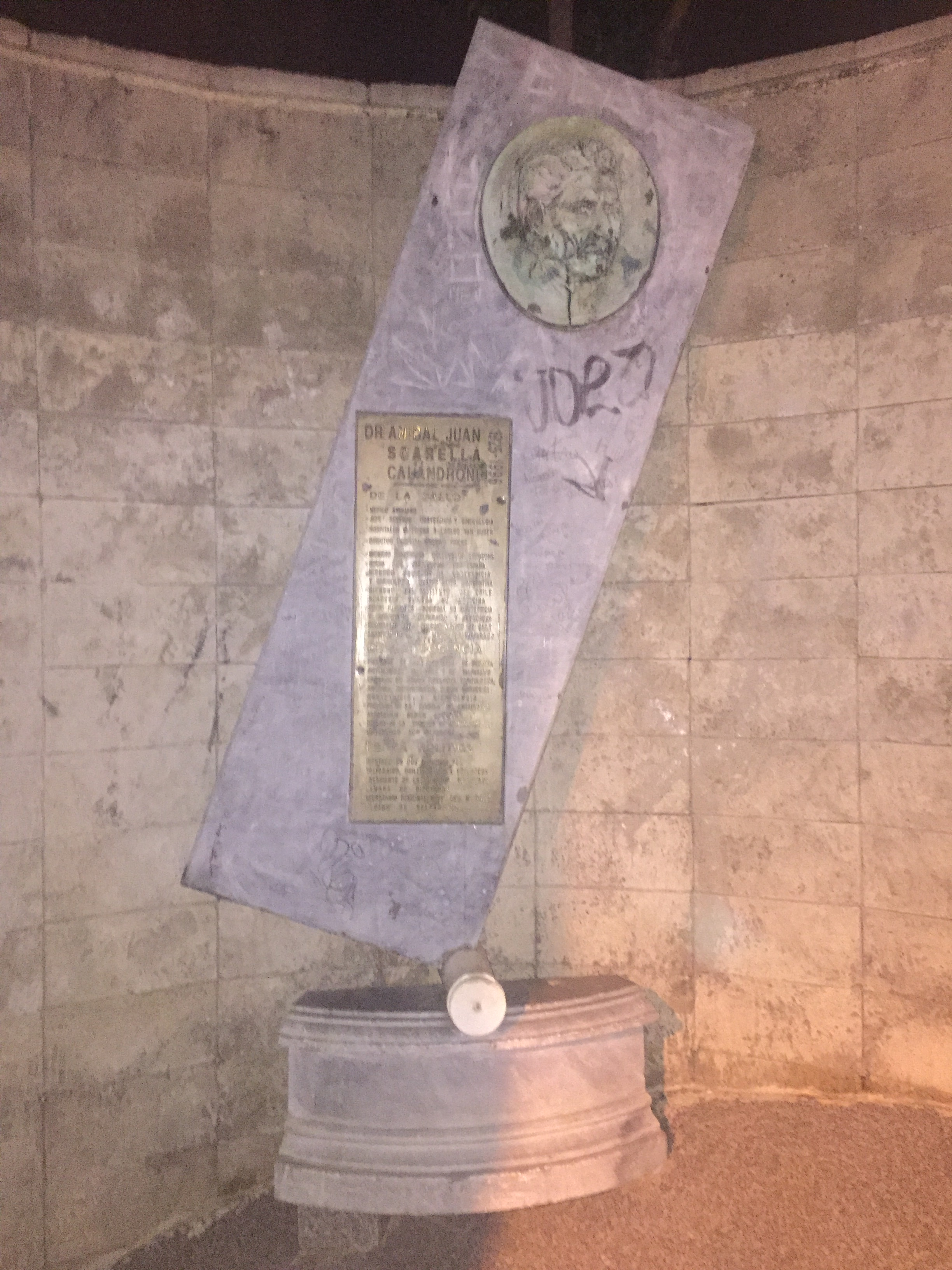
Monumento a Aníbal Scarella en la plaza del mismo nombre en Viña del Mar.

Comenzó sus actividades políticas en el Partido Conservador, perteneciendo al sector socialcristiano de la colectividad. Llegó a ser presidente del capítulo local del Partido Conservador Unido en Valparaíso. Luego de la fusión de éste con el Partido Liberal en 1966, se incorporó al Partido Nacional.
En 1969, fue elegido diputado en representación del PN por la Sexta Agrupación Departamental de "Valparaíso, Quillota e Isla de Pascua". Fue reelecto en dicho cargo en 1973. Integró la Comisión de Salud Pública, la que presidió, y de la Relaciones Exteriores durante sus 4 años en la Cámara. 
Aunque se identificaba con la derecha, fue crítico de la dictadura militar y de la Constitución de 1980. Participó en la fundación del Partido Republicano en 1982, siendo su primer vicepresidente. Más tarde, fue presidente regional de la Alianza Democrática y el Comando por las Elecciones Libres en Valparaíso. En 1987, fue miembro fundador del Partido por la Democracia, llegando a ser consejero nacional y vicepresidente regional de la colectividad. En 1989, fue candidato a diputado por el Distrito 14 (Viña del Mar), donde pese a obtener la segunda mayoría, no logró ser elegido por efecto del sistema binominal. 
Fue Secretario Regional Ministerial de Salud de la Región de Valparaíso entre el 30 de mayo de 1990 y el 9 de marzo de 1994. Tras dejar el cargo, se dedicó al ejercicio de su profesión e integró el Tribunal Supremo del PPD.
Falleció en Viña del Mar, el 12 de mayo de 1996. Actualmente, una plaza de la ciudad jardín lleva su nombre, ubicada en la esquina de 12 norte con 4 oriente.

## Historial electoral

### Elecciones parlamentarias de 1973
- Diputado por la Sexta Agrupación Departamental (Valparaíso, Quillota e Isla de Pascua)

### Elecciones parlamentarias de 1989
- Diputado por el Distrito Nº14 (Viña del Mar)[6]